# 科爾貝因·西格索爾森
科爾貝因·西格索爾森（發音：[ˈkʰɔlpei̯tn̥ ˈsɪxθou̯r̥sɔn]；1990年3月14日—）是一位冰島足球運動員。在場上的位置是前鋒。他曾效力於阿賈克斯。他也代表冰島國家足球隊參加賽事。

## 外部連結
- KSI Profile （页面存档备份，存于）
- .   [2012-05-05]. （原始内容存档于2012-12-16）.
- Kolbeinn Sigþórsson at Voetbal International （荷蘭語）
- Soccerway資料庫：科爾貝因·西格索爾森